# Embernagra platensis
Embernagra platensis là một loài chim trong họ Thraupidae.